# Vrije rijkssteden in de Nederlanden
Een vrije rijksstad of vrijstad stond niet onder de heerschappij van een heer en viel in principe enkel onder het gezag van de keizer van het Heilige Roomse Rijk. Vrije rijkssteden kunnen daarom als ministaatjes beschouwd worden. Meestal vielen zij toch in handen van één of andere heer. Men spreekt dan van mediatisering. Enkele overleefden en verdwenen pas bij de Franse annexaties. In Duitsland waren er vele, zie de artikelen over vrije rijkssteden en rijksdorpen.
In de Nederlanden waren er maar enkele die een beroep op de titel van vrijstad deden of konden doen:
- Maastricht was vanouds een tweeherige stad. Tot 1204 werd de soevereiniteit er gedeeld door de Rooms-Duitse koningen en keizers en de Luikse (prins)bisschoppen. Een minderheid van de inwoners had de Luikse nativiteit (≈ nationaliteit), de zogenaamde homines episcopi ("mannen van de bisschop"); de meerderheid behoorde tot de homines imperii ("mannen van de keizer"). In 1204 werd het keizerlijke deel van Maastricht door koning Filips van Zwaben in leen gegeven aan hertog Hendrik I van Brabant. Daarmee traden de hertogen van Brabant in de rechten van de Duitse koningen. Het altijd sterk met de Duitse koningen verbonden kapittel van Sint-Servaas bleef zich ook daarna "Vrije Rijkskapittel van Sint-Servaas" noemen, maar dit was in de praktijk een loze titel.[1]
- Nijmegen verkreeg in 1230 de stadsrechten van Aken en werd daarmee automatisch zelf ook een vrije rijksstad. Nijmegen kwam echter in 1247 in handen van het Hertogdom Gelre doordat rooms tegenkoning Willem II van Holland het uit geldgebrek verpandde en door zijn dood in 1256 de Gelderse hertog nooit terugbetaalde. Hierdoor eindigde de Nijmeegse status van rijksstad.

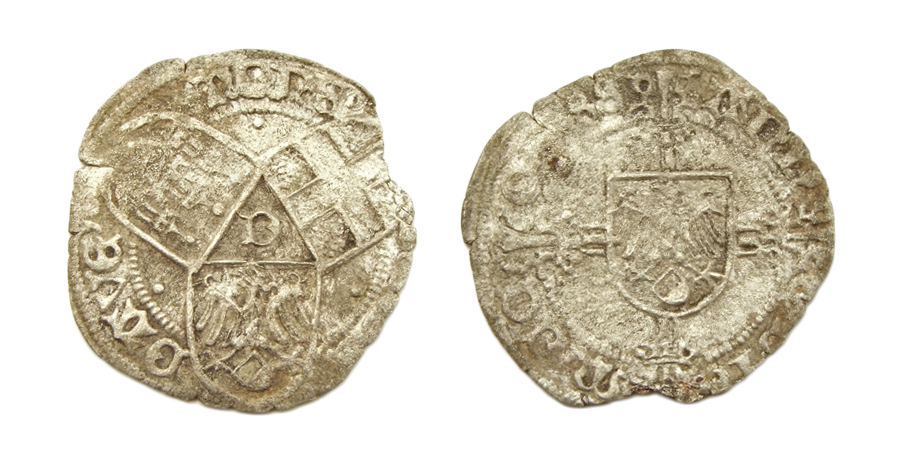
½ Stichtse Stuiver of 'butken', geslagen in Deventer in 1488 (Driestedenmuntslag Deventer, Kampen en Zwolle)

- Deventer, Kampen en Zwolle werden in 1495 door keizer Maximiliaan I erkend als vrije rijkssteden.[2] Deze status verloren ze weer in 1528 toen zij keizer Karel V als landsheer aannamen. In de eeuwen daarvoor hebben deze drie IJsselsteden al gedaan alsof het rijkssteden waren om zich onafhankelijk op te kunnen stellen van de bisschoppen van Utrecht, maar zodra ze bedreigd werden deden toch graag een beroep op de Utrechtse bisschop om hen te beschermen tegen pretenties van de Overijsselse landadel, die buiten Salland erg sterk stond.[3] In de 16e eeuw hebben ze opnieuw de mythe rijkssteden te zijn, die in de 17e eeuw haar hoogtepunt beleefde, tot leven gewekt, eerst tegenover de heren der Nederlanden, in de Republiek tegenover de Staten-Generaal. De mythe werd ontkracht doordat in 1672-1674 tijdens de Hollandse Oorlog de bisschop van Münster Christoph Bernhard von Galen de status van rijksstad voor de drie bezette Overijsselse steden aanvroeg bij de keizer; dit zou onmogelijk zijn geweest als ze dat daarvoor al waren geweest. Desondanks werd voor bijvoorbeeld Zwolle nog tot het einde van de 18e eeuw volgehouden dat het "Hanze en ryks-stad" was door stadshistoricus Burchard Joan van Hattum, terwijl het eerste niets meer betekende en het tweede niet waar was.[4]
- Groningen daarentegen was bijwijlen zeer onafhankelijk van de bisschop van Utrecht, maar het was nooit een stad zonder heer. Net als Zwolle, Deventer en Kampen werd Groningen in 1495 door Maximiliaan tot rijksstad verheven.[5] De Utrechtse bisschop maakte zijn heerlijkheid over aan de keizer, die in 1536 – 8 jaar later dan de Overijsselse steden – zelf heer van Groningen werd: zie heerlijkheid Groningen. Desondanks beschouwde Groningen zichzelf daarna nog steeds als rijksstad. Zo was de titel van de Engelse vertaling van de artikelen die voortvloeiden uit de reductie van Groningen "The Articles of the giuing ouer of the large, ample imperiall cittie of GRONING." Vertaald is dit "De artikelen van de overgave van de grote, uitgebreide rijksstad (keizersstad) Groningen". Of de stad Groningen deze titel zelf heeft opgedrongen of dat Groningen destijds door de buitenwereld wel degelijk als rijksstad werd beschouwd is niet zeker.